# Pevnost v tlaku
Pevnost v tlaku je taková hodnota jednoosého napětí způsobeného vnějším silovým působením, při které dochází k úplnému porušení vzorku. Pevnost v tlaku se zjišťuje experimentálně z výsledků tlakové zkoušky. Pro vykonání této zkoušky se užívá stejných přístrojů jako pro zkoušky tahem, avšak častěji se provádí zkoušky tahem. Jak si dokážete představit, vzorek je zkrácen a také rozšířen. Přístroj zaznamená křivku napětí a zkrácení (prodloužení) a pro běžný vzorek vypadá jako na obrázku.

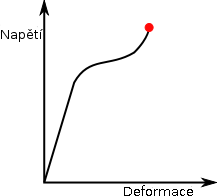
Křivka deformace - napětí

Pevnost v tlaku je na křivce označena červeným puntíkem. I při zkoušce tlakem má křivka lineární část, kde se materiál řídí Hookeovým zákonem:
{\displaystyle \sigma =E\epsilon }
kde E je Youngův modul pružnosti a ε je deformace.
Tato lineární část končí v místě zvaném mez kluzu. Nad tímto bodem se materiál deformuje plasticky a již se nevrátí na svou původní délku po uvolnění tlaku. V praxi rozlišujeme mezi teoretickým a reálným napětím. Základní definice udává napětí jako
{\displaystyle \sigma ={\frac {F}{A}}}
kde F je síla [N], A je plocha [m2].
Při zkoušce tlakem za plochu považujeme průřez vzorkem před začátkem působení tlaku a síla je hodnota dosažena těsně před selháním materiálu.
Deformace se vypočítá jako:
{\displaystyle \epsilon _{e}={\frac {l-l_{0}}{l_{0}}}}
kde l je délka stlačeného vzorku a l0 původní délka vzorku.

## Odchylka teoretického napětí od reálného napětí

Barrelling

Při projektování většinou spoléháme na teoretické napětí. V praxi se však reálné napětí liší od toho teoretického. Proto výpočet namáhání v tlaku z daných rovnic nepřinese přesný výsledek. Toto je zřejmé, protože plocha průřezu je nějaká funkce zatížení (s rostoucím tlakem roste).
Rozdíly v hodnotách mohou být shrnuty takto:
- Při stlačování se vzorek zkrátí. Materiál bude inklinovat k rozšiřování se ve směru kolmém na působící sílu a proto zvětší průřez
- Při tlakové zkoušce je vzorek sevřen na okrajích. Z tohoto důvodu vzniká třecí síla, která brání stranovému rozšiřování. Toto tření spotřebovává nějakou energii a tím poněkud zkresluje výsledek provedené zkoušky.

Je třeba ještě zmínit fakt, že třecí síla, uvedená v druhém bode, není konstantní pro celý průřez vzorku. Nejmenší je u středu a zvyšuje se směrem k okrajům, kde je největší. Díky tomuto jevu zvaném anglicky „barrelling“ získá vzorek soudkovitý tvar (anglicky barrel shape).
Tzv. „dovolené napětí“ je hodnota napětí, které nesmíme překročit, aby nedošlo k destrukci materiálu. V praxi se pak pracuje s koeficientem „míra bezpečnosti“ , který určuje velikost pevnostní rezervy materiálu, pro různé účely se tento koeficient různí.

## Porovnání tlakové a tahové pevnosti
Příklad materiálu s mnohem vyšší pevností v tlaku, než v tahu je beton. Keramiky obvykle mají mnohem vyšší pevnost v tlaku než v tahu. Kompozitní materiály mívají vyšší pevnosti v tahu, než pevnosti v tlaku. Jeden takový příklad je kompozit skleněných vláken s epoxidovou matricí.